# 루카 로메로
루카 로메로 베자나(스페인어: Luka Romero Bezzana, 2004년 11월 18일~)는 아르헨티나의 축구 선수이다. 그의 포지션은 공격형 미드필더로, 현재 멕시코 리가 MX의 크루스 아술에서 활약하고 있다. 멕시코에서 태어나 스페인에서 성장한 그는 청소년 국가대표팀에서 아르헨티나를 대표한다.
마요르카 유소년 팀을 졸업한 로메로는 15세 219일의 나이로 1군 데뷔전을 치렀고, 유럽 5대 리그에서 활약한 최연소 선수가 되었다. 2020-21 시즌에 마요르카 1군과 마요르카 B팀에서 번갈아 가며 활약한 후, 로메로는 2021년에 세리에 A의 라치오로 이적했다. 그는 2022년 라치오 데뷔골을 넣으며 이탈리아 1부 리그에서 득점한 최초의 2004년생 선수가 되었다. 그는 2023년에 자유 계약 선수로 AC 밀란에 입단했다.

## 어린 시절
멕시코, 두랑고시티에서 아르헨티나 부모 사이에서 태어난 로메로는 3살 때 스페인, 안달루시아 빌라누에바 데 코르도바로 이주했다. 그는 7살 때 발레아레스 제도, 포르멘테라로 이주했고, 지역 축구팀에서 선수 경력을 시작한 로메로는, 2011년 이비사를 연고로 하는 산트 조르디로 옮겼다.
2011년, 로메로는 바르셀로나 입단 테스트를 받았으나, 10세 미만이었고 해당 지역에 거주하지 않아 계약을 맺지 못했다. 2015년, 그는 10살의 나이에 마요르카와 8년간 유소년 계약을 맺었다. 첫 4년간, 로메로는 108경기에서 230골을 넣었다.

## 구단 경력

### 마요르카
2020년 6월 5일, 로메로는 비센테 모레노 감독에 의해 마요르카 1군 훈련에 소집됐다. 11일 후, 그는 15세 221일의 나이로 특별 허가를 받아 비야레알과의 라리가 경기 명단에 이름을 올렸지만, 1-0으로 패한 원정 경기에서 출전하지 못하고 벤치를 지켰다. 6월 24일, 로메로는 2-0으로 패한 레알 마드리드와의 원정 경기에서 이드리수 바바와 교체 투입되어 마요르카에서 첫 경기를 치렀다. 그는 15세 219일의 나이로, 산손의 라리가 최연소 출전 기록을 경신했다. 그는 칼만 게렌체리가 1960년부터 보유하고 있던 유럽 5대 리그 최연소 출전 기록도 경신했다.
로메로는 2020-21 시즌을 1군에서 시작했지만, 때때로 테르세라 디비시온의 리저브 팀에 출전하기도 했다. 11월 1일, 그는 3-0으로 이긴 CD 요세텐세와의 원정 경기에서 멀티골을 넣으며 마요르카 B 소속으로 성인 무대 데뷔골을 기록했다. 11월 29일, 로메로는 4-0으로 이긴 UD 로그로녜스와의 세군다 디비시온 홈경기에서 프로 무대 첫 골을 기록했다.

### 라치오
2021년 8월 19일, 로메로는 세리에 A의 라치오와 계약을 맺고 이적했다. 2021-22 시즌 개막전, 그는 6-1로 이긴 스페치아와의 경기에서 16세 9개월 10일의 나이로 세리에 A 데뷔전을 치른 로메로는 라치오 역사상 최연소 선수가 되었다. 10월 17일, 로메로는 가디언지가 선정한 2004년에 태어난 세계 축구 최고의 유망주 60인에 포함되었다. 2022년 11월 10일, 그는 1-0으로 이긴 몬차와의 경기에서 결승골을 넣으며 라치오에서의 첫 골을 기록했으며, 세리에 A에서 득점한 최초의 2004년생 선수가 되었다.

### 밀란
2023년 7월 6일, 밀란은 로메로와 자유계약 형식으로 2027년 6월 30일까지 계약을 맺었다고 발표했다.

## 국가대표팀 경력
멕시코에서 아르헨티나 출신의 가정에서 태어난 그는 어린 나이에 스페인으로 이주했다. 로메로는 세 나라의 여권을 모두 가지고 있고, 현재 세 나라 성인 국가대표팀을 대표해 뛸 자격이 있다. 그는 2019년 남아메리카 U-15 챔피언십에서 아르헨티나 U-15 국가대표로 출전해 6경기에서 2골을 기록하며 준우승을 차지했다. 2020년 3월, 로메로는 몽테규 대회에서 아르헨티나 U-17 국가대표로 소집되었으나 코로나19 범유행으로 대회가 취소되었다.
2022년 3월 6일, 로메로는 리오넬 스칼로니 감독에 의해 아르헨티나 성인 국가대표팀에 처음으로 차출되었다. 2022년 3월 26일, 로메로는 아르헨티나 U-20 대표팀 일원으로 2-2로 비긴 미국 U-20 대표팀과의 경기에 출전했다.

## 개인사
로메로의 아버지 디에고는 프로 축구 선수였다. 그의 쌍둥이 형제 토비아스도 축구 선수이며, 골키퍼로 활약하고 있다.